# Camino de Enix

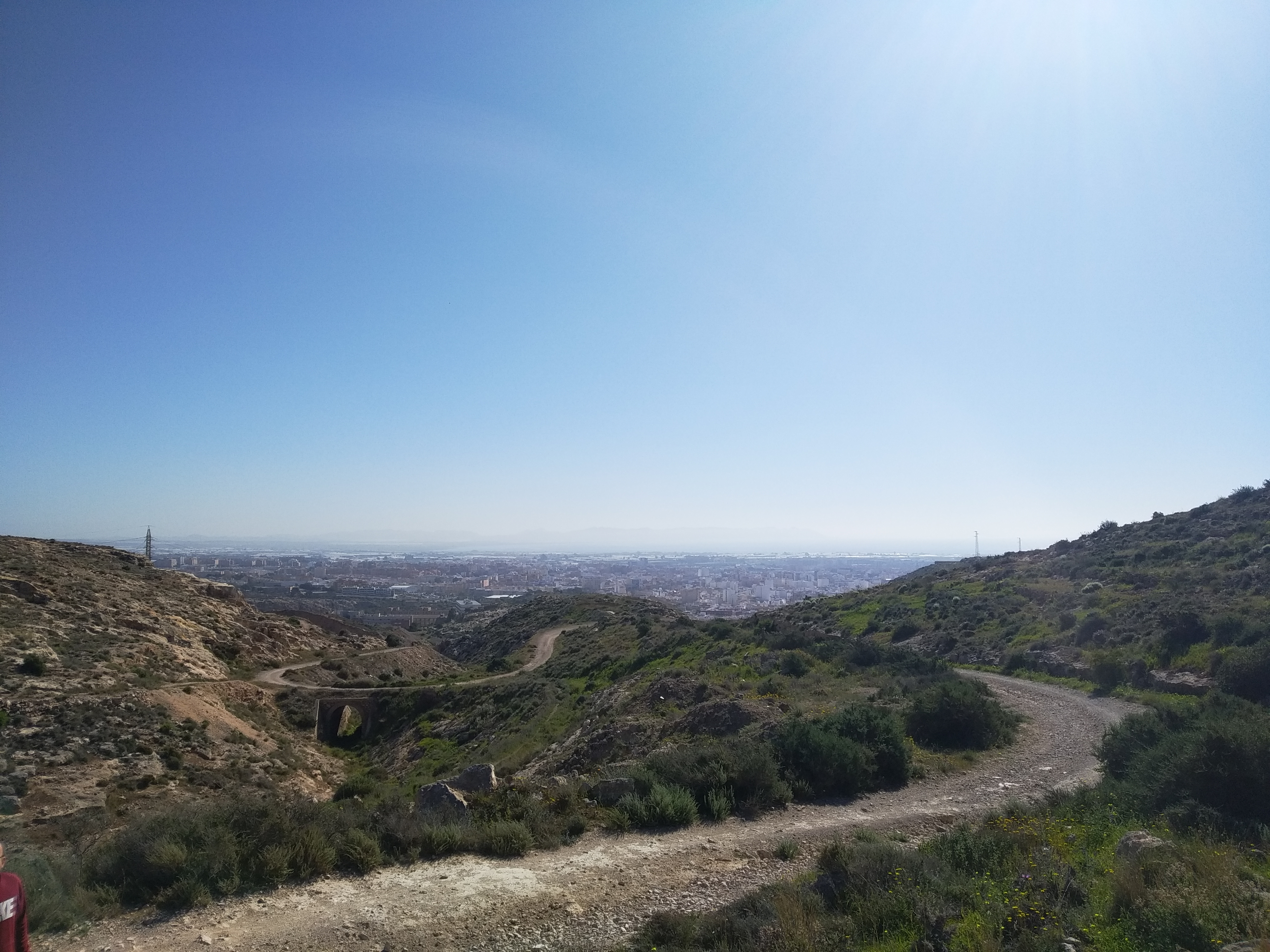
Recorrido del camino con la ciudad de Almería al fondo

El Camino de Enix , también conocido como de "La Peseta " o "Camino del Inglés", es un camino que conecta las localidades españolas de Almería y Enix, de unos 22 kilómetros de longitud. En su mayor parte sin asfaltar, este trayecto se inicia desde el barrio de El Quemadero, pasando por debajo de la actual Autovía del Mediterráneo y discurriendo por los montes de la sierra de Gádor hasta llegar a su término.

## Historia
Se desconoce la época en la que fue creada, pero en la década de los años 1930 fue ensanchada para facilitar el tránsito de vehículos a motor, buscando utilizar como mano de obra a una cierta cantidad de desempleados de la ciudad para paliar la existente crisis laboral en la medida de lo posible. A pesar de dicha obra, al contar con muy poco presupuesto, no había señalización ni pretil alguno, debido a su firme de tierra, nulo mantenimiento y recorriendo numerosos desfiladeros, no funcionó como vía para vehículos, siendo utilizado como lugar de esparcimiento de los almerienses. A pesar de ello, en el transcurso de la Guerra civil española se vuelve a reparar aprovechando el escombro extraído de la construcción de los refugios subterráneos de Almería. Ya en 1969 el camino fue ligeramente reformado para acomodar el material bélico necesario para el rodaje de la película Patton. El camino se encuentra asfaltado desde Enix hasta poco antes de su medio recorrido, para dar acceso a unas instalaciones de comunicaciones militares. Su trazado presenta varios puentes, como el de las Trincheras.
En el año 2018 el grupo municipal del PSOE propuso al Ayuntamiento de Almería la recuperación y puesta en valor del camino con la reparación de los tramos más deteriorados, la señalización de su acceso, la instalación de paneles informativos, miradores, bancos y zonas de descanso.

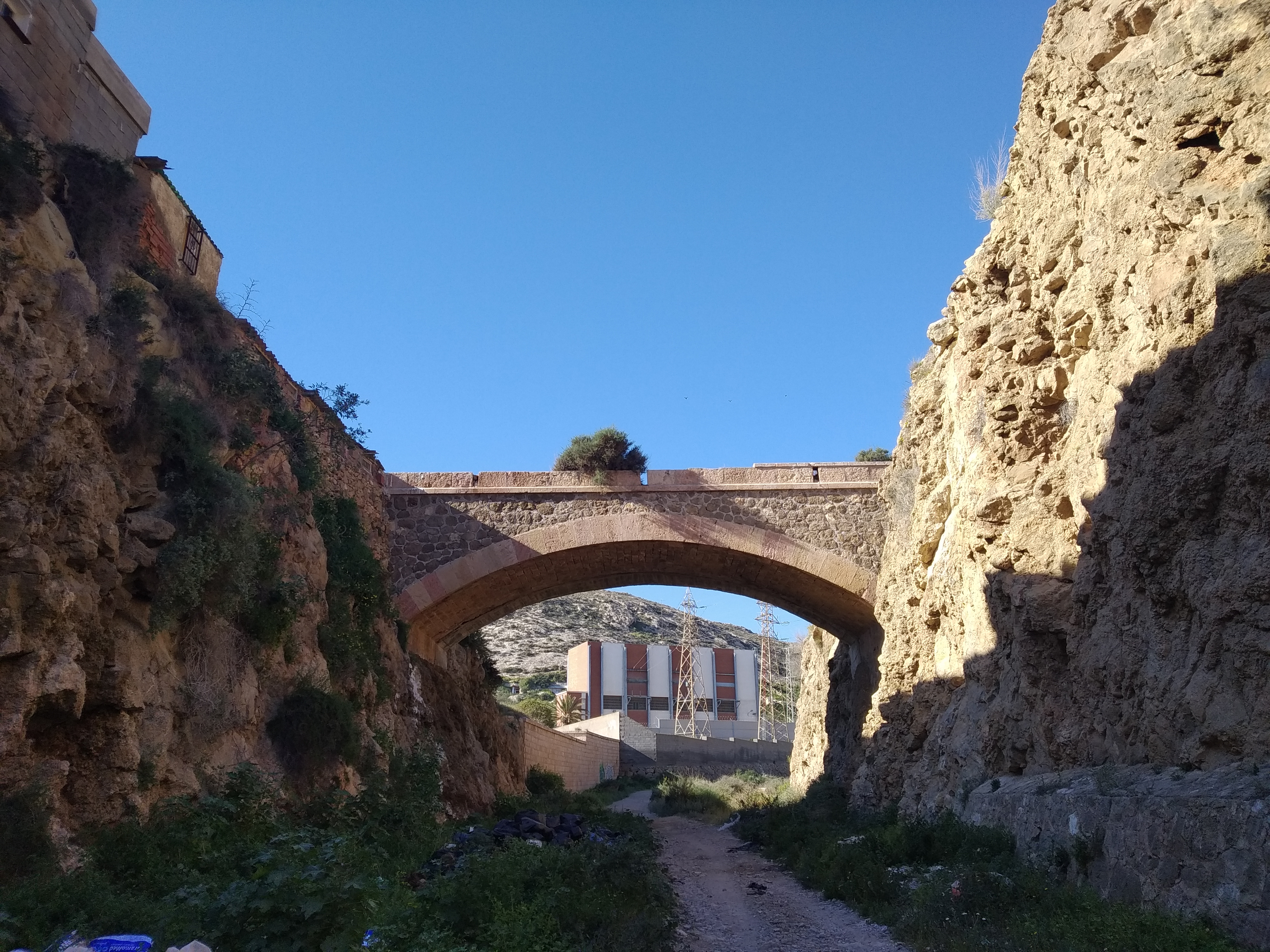
Puente de las Trincheras

## Naturaleza
La vía recorre las estribaciones de la sierra que están protegidas como Zona de Especial Conservación. Uno de los endemismos más destacados por su estado en peligro de extinción es el caracol chapa.

## Uso
Hoy en día es utilizado casi exclusivamente para el acceso a fincas colindantes y por excursionistas, que hacen rutas de a pie o en bicicleta. Parte de su recorrido más avanzado es cubierto por el sendero PR A-120, el sendero "Camino de Enix- Pecho Colorao" transcurre por parte del camino, así como la ruta del "Cerro Majano". En julio de 2021 se homologa el sendero PR-A 433, denominado "La Peseta- Camino de Enix" que recorre el inicio camino durante 15 kilómetros, uniéndose al PR-A 120.

## Curiosidades
Al comienzo del camino, bajo un túnel hay pintado un letrero que pone Camino del Inglés. Este nombre no corresponde a ningún nombre popular por el que se conozca el camino, sino que fue escrito por una peña ciclista.